# Награди „Оскар“ (80-а церемония)
| име               = Награди „Оскар“
(80-а церемония)
| текущи_награди    = 
| картинка          =
| големина_на_картинка = 70п
| алтернативно      = 
| обяснение_към_картинка = 
| описание          = 
| представящ        = 
| домакин           = Филмова академия на САЩ
| дата              = 24 февруари 2008 г.
| място             = Кодак Тиътър, Лос Анджелис
| държава           = САЩ
| възнаграждение    = 
| година            = 
| година2           = 
| носител           = 
| уебсайт           = 
| мрежа             = 
| предаване         = 
| рейтинги          = 
| предходно         = 79-а церемония
| основно           = 80-а церемония
| следващо          = 81-ва церемония
}}
Осемдесетата церемония по връчване на филмовите награди „Оскар“ се провежда на 24 февруари 2008 г. в Кодак Тиътър в американския град Лос Анджелис. Номинациите са обявени на 22 януари същата година.

## Награди
| Най-добър филм | Най-добър режисьор |
| --- | --- |
| - Няма място за старите кучета - Изкупление - Джуно - Майкъл Клейтън - Ще се лее кръв | - Джоел Коен и Итън Коен – Няма място за старите кучета - Пол Томас Андерсън – Ще се лее кръв - Тони Гилрой – Майкъл Клейтън - Джейсън Райтман – Джуно - Джулиан Шнабел – Скафандърът и пеперудата   |
| Най-добра мъжка роля | Най-добра женска роля |
| - Даниъл Дей-Луис – Ще се лее кръв - Джордж Клуни – Майкъл Клейтън - Джони Деп – Суини Тод: Бръснарят демон от Флийт Стрийт - Томи Лий Джоунс – В долината на Давид и Голиат - Виго Мортенсен – Източни обещания                        | - Марион Котияр – Едит Пиаф: Животът в розово - Кейт Бланшет – Елизабет: Златният век - Джули Кристи – Далеч от нея - Лора Лини – The Savages - Елън Пейдж – Джуно                                   |
| Най-добра поддържаща мъжка роля | Най-добра поддържаща женска роля |
| - Хавиер Бардем – Няма място за старите кучета - Кейси Афлек – Убийството на Джеси Джеймс от мерзавеца Робърт Форд - Филип Сиймур Хофман – Войната на Чарли Уилсън - Хал Холбрук – Сред дивата природа - Том Уилкинсън – Майкъл Клейтън | - Тилда Суинтън – Майкъл Клейтън - Кейт Бланшет – Съмнения - Руби Дий – Американски гангстер - Сърша Ронан – Изкупление - Ейми Райън – Жертва на спасение                                            |
| Най-добър оригинален сценарий | Най-добър адаптиран сценарий |
| - Джуно – Диабло Коди - Ларс и истинското момиче – Нанси Оливър - Майкъл Клейтън – Тони Гилрой - Рататуи – Брад Бърд - The Savages – Тамара Дженкинс                                                                                    | - Няма място за старите кучета – Джоел Коен и Итън Коен - Изкупление – Кристофър Хамптън - Далеч от нея – Сара Поли - Скафандърът и пеперудата – Роналд Харууд - Ще се лее кръв – Пол Томас Андерсън |
| Най-добра анимация | Най-добър чуждоезичен филм |
| - Рататуи - Персеполис - Всички на сърф | - The Counterfeiters (Австпия) - Beaufort (Израел) - Катин (Полша) - Монгол (Казахстан) - 12 (Русия)                                                                                                 |